# Péter Zsoldos
Péter Zsoldos (n. 20 aprilie 1930, Szentes, Csongrád-Csanád, Ungaria – d. 26 septembrie 1997, Budapesta, Ungaria) a fost un autor maghiar  de literatură științifico-fantastică care a scris în mare parte despre teme comune în Științifico-fantasticul american/britanic, cum ar fi călătoriile în spațiu și roboții. Cea mai cunoscută lucrare a sa este, probabil, romanul Ellenpont, care se traduce Contrapunct. Cartea explorează încercările inteligenței artificiale abandonate de om de a-și descoperi originile și, în cele din urmă, pentru a redescoperi omenirea. 
Este un scriitor reprezentativ al științifico-fantasticului în Ungaria, un rol similar celui deținut de Stanislaw Lem în literatura poloneză.

## Biografie
Influențat de Aldous Huxley și Aleksei Nikolaevici Tolstoi, ambiția lui a fost să devină scriitor încă de la vârsta de cincisprezece ani. El a fost interesat de astronomie, geografie, geologie și mai târziu de arheologie. În ciuda tuturor acestor interese, el a obținut o diplomă în educația muzicală și a dirijat un cor în 1956. Ulterior, a devenit redactor de muzică și reporter la Radio Budapesta din 1963 până în 1967. Cariera sa în literatura SF a început în 1963. Majoritatea operelor sale sunt romane science-fiction, dar a publicat și articole despre muzică. În lucrările sale el examinează progresul relațiilor umane în condiții diferite de circumstanțele actuale. El călătorește liber printre căile posibile de viitor în care este căutată o inteligență asemănătoare celei umane și contactul cu aceasta. Acest contact poate duce la o cooperare reușită (Foc în depărtare), dar și la o tragedie involuntară (Contrapunct). În prima sa carte, Întoarcerea vikingului, prima parte a Trilogiei vikingului, el povestește despre astronauții care au aterizat pe o planetă extrasolară și au intrat în contact cu locuitorii planetei, asemănători cu oamenii din epoca timpurie a bronzului. În Sarcina, el descrie un contact mai strâns: personalitățile astronauților morți revin în creierul locuitorilor planetei îndepărtate, creând astfel o coexistență interesantă a intelectului evoluat diferit, care împărtășește un singur corp. Ulterior, Contrapunct descrie o perioadă după anihilarea civilizației umane în care roboții care se dezvoltă în mod automat încearcă să-și găsească originile, bazându-se pe amintiri slabe și pe speculații îndoielnice.

## Lista lucrărilor

### Romane

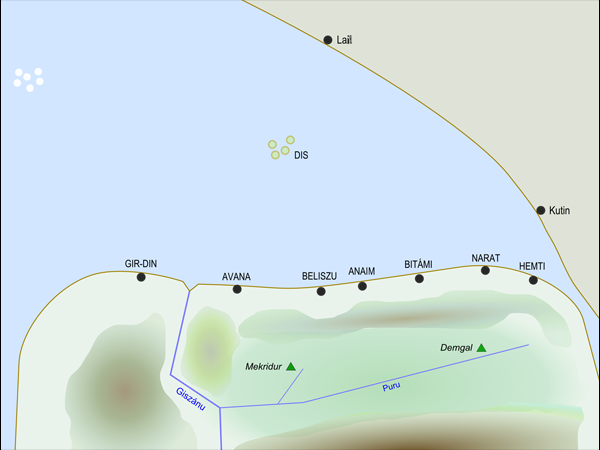
Hartă cu orașul Avana şi zona înconjurătoare de pe planeta Gáma

- A Viking visszatér  -  Întoarcerea Vikingului (1963)[6][7]
- Távoli tűz - Foc în depărtare (1969)
- A feladat - Sarcina  (1971)
- Ellenpont - Contrapunct (1973)
- Portré négy ülésben (1979)
- A holtak nem vetnek árnyékot (1983)
- Az utolsó kísértés - Ultima tentație (1988)

Întoarcerea Vikingului, Foc în depărtare  și Ultima tentație sunt împreună, de asemenea, cunoscute sub numele de Trilogia Vikingului sau Trilogia Avana, deoarece romanele, în mare parte, au loc într-un oraș antic numit Avana, aflat pe o planetă îndepărtată. Avana este un oraș de coastă de pe a doua planetă din sistemul Tau Ceti. Locuitorii semănă cu oamenii de pe Terra din epoca bronzului, orașele planetei sunt slab populate; locuitorii trăiesc din agricultură, pescuit, produsele lor artizanale și materii prime, vase din lut, țesături, ulei vegetal, minereu de staniu.
Primele sale scrieri, romanele Întoarcerea Vikingului  și Foc în depărtare prezintă universuri ciudate, cu personaje modelate excelent.  Romanul A feladat (Sarcina, 1971) descrie lupta îngrozitor de dură a echipajului unei nave cosmice naufragiate.

### Povestiri scurte
- „A jó testőr” (în X Magazin, 1997)
- „Severus” (în antologia Galaktika, 2007)

## Fapte interesante
O asociație maghiară de science fiction, Avana este numită după un oraș fictiv, din romanul Foc în depărtare.
Trupa rock progresivă Solaris și-a numit albumul Counterpoint după cartea lui Zsoldos.

## Vezi și
- Științifico-fantasticul în Ungaria